# 伊万·弗拉迪斯拉维奇
伊万·弗拉迪斯拉维奇（Ivan Vladislavić，1957年9月17日—），南非作家、编辑和教授。弗拉迪斯拉维奇的风格被描述为后现代、创新、幽默和难以预测。
伊万的父亲是克罗地亚血统的机械师，母亲是家庭主妇。他就读于威特沃特斯兰德大学，1979年毕业。他曾担任反种族隔离出版社Ravan Press的社会研究编辑，以及Staffride杂志的编辑。
弗拉迪斯拉维奇的主要作品有《愚蠢》（1993）、《不安分的超市》（2001）、《爆炸性观点》（2004）、双重否定（2011）、《鼹鼠的劳动》（2012）、《距离》（2019）等。